# Apanteles endymion
Apanteles endymion är en stekelart som beskrevs av Wilkinson 1932. Apanteles endymion ingår i släktet Apanteles och familjen bracksteklar. Inga underarter finns listade i Catalogue of Life.